# Más locos que una cabra
Más locos que una cabra (en portugués: Cabras da Peste) es una película brasileña de comedia, acción y aventura. Dirigida por Vitor Brandt, escrito por Vitor Brandt y Denis Nielsen y protagonizando Matheus Nachtergaele, Edmilson Filho y Leticia Lima.

## Sinopsis
Dos policías se encuentran atrapados en medio de una peligrosa mafia criminal al intentar rescatar a Celestina, una cabra que tienen como mascota.

## Reparto
- Victor Allen
- Evelyn Castro
- Juliano Cazarré
- Falcão
- Edmilson Filho Como Bruceuilis
- Soren Hellerup Cuando Sergio Petrov
- Letícia Lima
- Renan Medeiros
- Matheus Nachtergaele Como Trindade
- Eyrio Okura
- Leandro Ramos
- Jéssica Tamochunas
- Valéria Vitoriano

## Lanzamiento
La película se estrenó el 18 de marzo de 2021 por Netflix.